# Base militaire de Tapa
La base militaire de Tapa (en estonien : Tapa sõjaväelinnak), qui se trouve au sud de la ville de Tapa, est la plus grande base militaire d'Estonie. La base se trouve à côté de la Zone d'entraînement centrale (en) conçue pour les exercices de tir réel d'artillerie et les manœuvres d'unités.

## Historique
La base militaire de Tapa est l'une des rares anciennes installations militaires soviétiques qui ait été reprise par les forces de défense estoniennes au début des années 1990. L'installation la plus ancienne est l'aérodrome, construit à l'automne 1939 par l'Armée rouge. Après la fin de la Seconde Guerre mondiale et la reprise soviétique de l'Estonie, la superficie de la base est agrandie à environ 9 km2. L'Armée de l'air soviétique poste plus tard un régiment équipé de 40 chasseurs MiG-23 à Tapa. Dans les années 1960, la base reçoit un régiment de chars et un régiment d'entraînement de pionniers. Pendant l'exploitation soviétique de la base, de nombreux dommages écologiques sont causés, principalement en raison de la mauvaise gestion du pétrole et d'autres carburants.

## Situation actuelle

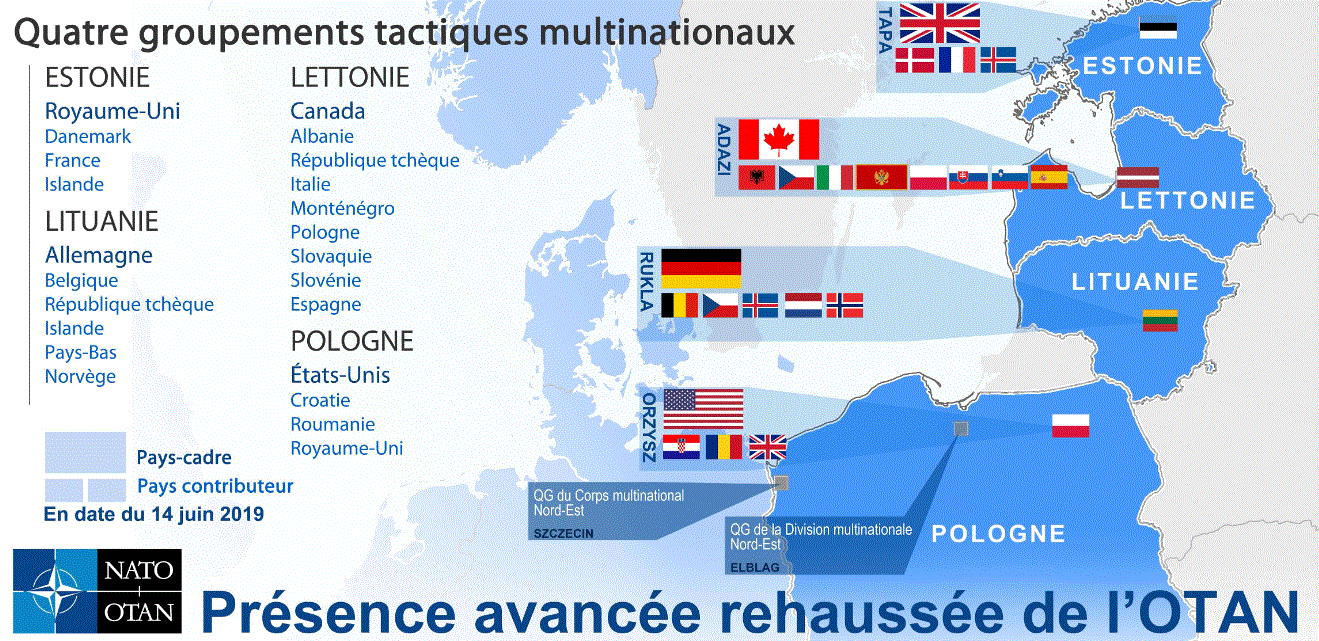
Nations participant à la présence avancée rehaussée de l'OTAN en 2019.

Il y a huit casernes dans l'enceinte et deux autres sont en construction. Trois des nouvelles casernes sont destinées au groupement tactique multinational de l'OTAN. La cantine de la base peut servir jusqu'à 3200 personnes. Il y a également des ateliers de réparation, des garages, des salles d'étude et des abris dans la base.
À l'avenir, les unités de manœuvre blindées seront déplacées vers la base militaire de Tapa. Des installations de maintenance et des abris seront construits pour les véhicules blindés et non blindés.

### Unités militaires
La base militaire de Tapa accueille les unités suivantes :
- Quartier général de la 1re brigade d'infanterie avec le QG, la compagnie de transmission et la compagnie de reconnaissance
- Bataillon scout
- Bataillon du génie (en) ainsi que l'école du génie
- Bataillon d'artillerie ainsi que l'école d'artillerie
- Bataillon de défense anti-aérienne (en) ainsi que l'école de défense anti-aérienne
- Bataillon de soutien (en)
- Bataillon OTAN eFP